# Richard Cottingham
Richard Francis Cottingham (ur. 25 listopada 1946 na Bronxie) – amerykański seryjny morderca i gwałciciel, zwany Rozpruwaczem z Nowego Jorku. W latach 1967–1980 zamordował na terenie stanów New Jersey i Nowy Jork co najmniej 19 kobiet. 
Cottingham wybierał na swoje ofiary młode kobiety i dziewczyny, głównie prostytutki. Mężczyzna gwałcił je i dusił, z czasem również okaleczał zwłoki, najczęściej przez dekapitację lub zadawanie ran kłutych. 
Richard Cottingham został zatrzymany w maju 1980 roku. W momencie schwytania torturował kolejną ofiarę. Pobrane od niego odciski palców zgadzały się z tymi, znalezionymi na miejscach odnalezienia zwłok 5 kobiet. Kolejno w 1982 i w 1984 roku. został za te zbrodnie skazany na dożywocie. Podczas odbywania kary przyznał się do popełnienia blisko 100 morderstw, z czego potwierdzono 19 (wliczając zbrodnie, za które został skazany).